# Maybe Tomorrow...
| Recensione   | Giudizio |
| ------------ | -------- |
| Sputnikmusic |          |

Maybe Tomorrow... è il quinto album in studio del gruppo musicale islandese Low Roar, pubblicato il 30 luglio 2021 dalla Tonequake Records.
In occasione dell'uscita dell'album sono stati pubblicati i video musicali dei brani Everything to Lose, Hummingbird e David.

## Tracce
Testi e musiche di Ryan Karazija.
1. David – 5:37
2. Sleep Peacefully – 2:48
3. Fucked Up – 9:00
4. Hummingbird – 5:53
5. Fade Away – 5:52
6. Burial Ground – 2:23
7. Stay Calm, Keep Quiet – 4:07
8. Everything to Lose – 5:48
9. Captain – 5:40
10. Bye Bye – 7:27

Tracce bonus nell'edizione digitale
1. Clareland – 3:08
2. Everything to Lose (Single Edit) – 5:36

## Formazione
Hanno partecipato alle registrazioni, secondo le note di copertina:
Gruppo
- Ryan Karazija – voce, strumentazione
- Mike Lindsay – strumentazione
- Andrew Scheps – strumentazione

Altri musicisti
- Emma Lindström – strumentazione, programmazione
- Richard Lindström – strumentazione, programmazione

Produzione
- Low Roar – registrazione
- Richard Lindström – produzione, registrazione aggiuntiva
- Andrew Scheps – produzione, missaggio
- Helge Sten – mastering
- Margaret Luther – montaggio vinile
- Emma Lindström – illustrazione copertina